# Two Fingers
Two Fingers est issu du duo de producteurs Joe Chapman et Amon Tobin dans lequel MC Sway, Ce'cile (en), Ms Jade, Kevin Tuffy et bien d'autres artistes participent. L'objectif est de faire intervenir des artistes hip-hop afin que ceux-ci posent leurs slam sur des rythmes aux sonorités organiques, électriques, urbaines, cinématographiques...
Two Fingers est également le nom de leur premier album sorti en mai 2009, comprenant les titres : "Straw Men", "What You Know", "Better Get That", "Two Fingers", "Keman Rhythm", "Jewels and Gems", "Bad Girl", "High Life", "Doing My Job", "Not Perfect" et "Moth Rhythm". 
Dans le même temps sort sur le myspace du collectif, plusieurs titres remixés dont "Don't Touch Me" de Busta Rhymes, "Bestbest" de Missy Elliott, "Drugs" de Kool Keith, "The look of love" de Slum Village et J Dilla. 	
MC Sway, Ms Jade, Ce'cile et Kevin Tuffy ont participé au premier projet du groupe. Le second est de promouvoir et de produire à l'avenir de nouveaux artistes.

## Discographie
Albums
- Mai 2009:   Two Fingers
- Octobre 2009:   Two Fingers Instrumentals
- Octobre 2012:   Stunt Rhythms
- Mai 2020: Fight! Fight! Fight!

EP
- Juin 2015 :   Six Rhythms

Compillation
Synch Samplers (2013)